# Gil Álvarez Carrillo de Albornoz
Gil Álvarez Carrillo de Albornoz (Carrascosa del Campo, 1310 - Viterbo, 23 augustus 1367) was een Spaans kardinaal en kerkelijk leider.

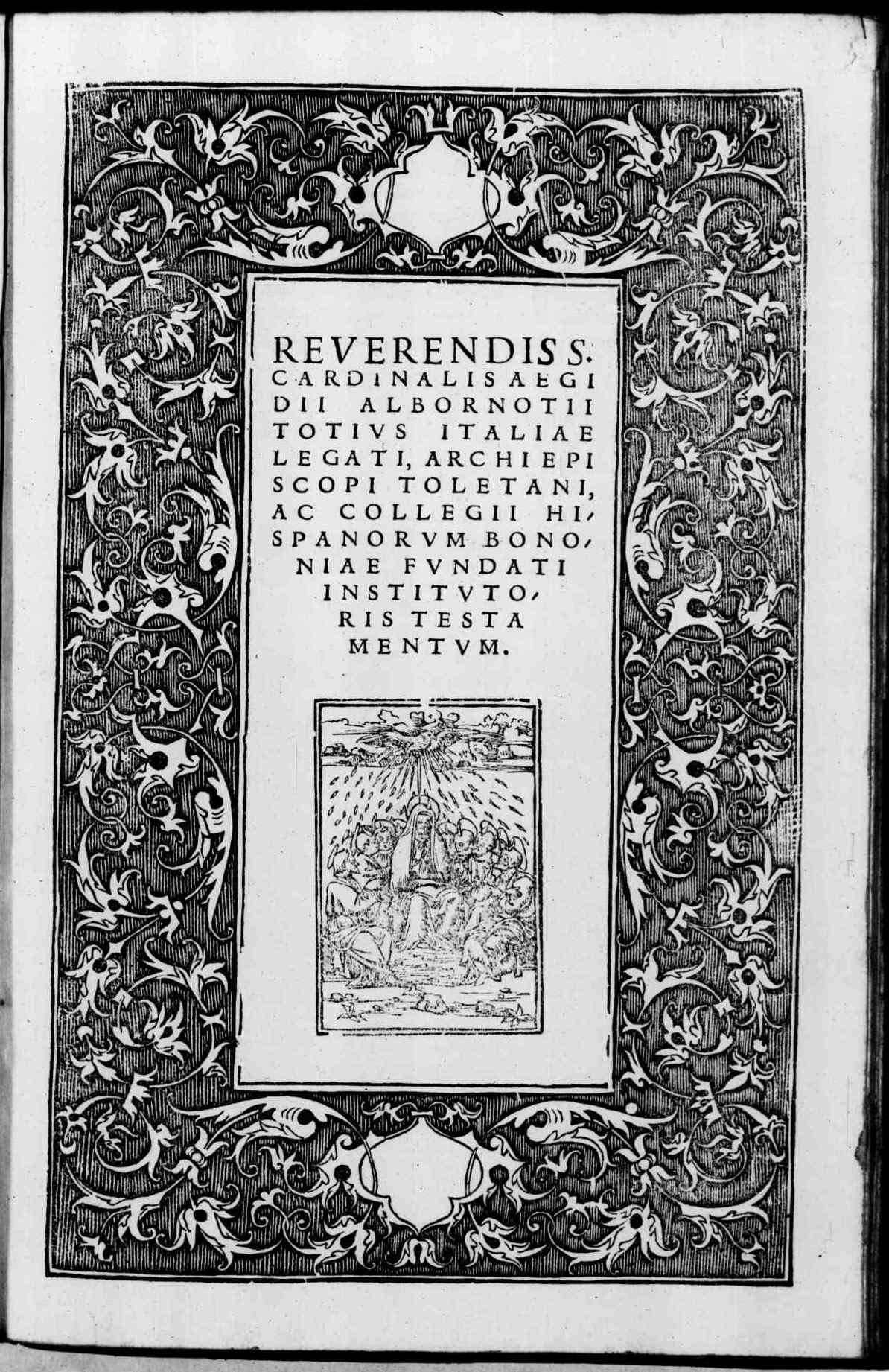
Testamentum, 1533

## Biografie
Gil Álvarez Carrillo de Albornoz werd geboren in een Spaanse adellijke familie. Hij werd geschoold in Zaragoza en ging naderhand in Toulouse rechten studeren. Door de grote politieke invloed van zijn familie werd hij al op jonge leeftijd aartsdiaken van Calatrava en werd het jongste lid van de koninklijke raad van Alfonso XI van Castilië. In 1338 werd hij benoemd tot aartsbisschop van Toledo. Twee jaar later vocht mij tijdens de slag bij Salado.
In 1343 werd hij door Paus Clemens VI naar Avignon gehaald en wegens zijn verdiensten aldaar verkreeg hij in 1350 de kardinaalshoed. De opvolger van Clemens, Paus Innocentius VI, benoemde De Albornoz tot zijn legaat in Italië om de Pauselijke macht in het land te herstellen. Hier was hij vrij succesvol en werd hij in 1356 ook bisschop van Sabina. Het jaar daarop vertrok hij weer uit Italië.
Twee jaar later keerde hij terug in Italië voor een nieuwe militaire campagne. Tijdens zijn campagne stierf paus Innocentius VI en werd hem de pauselijke tiara aangeboden, die hij weigerde. De Albornoz stierf in 1367 in Viterbo.